# Vespro Romano
Il Vespro Romano fu un'insurrezione popolare controrivoluzionaria ed antigiacobina scoppiata il 25 febbraio 1798 nella Repubblica romana, stato satellite della Francia di Napoleone.

## Storia
L'occasione della rivolta fu il rapimento ed esilio di Papa Pio VI e la caduta dello Stato Pontificio.
I francesi, una volta impossessatisi del territorio con la scusa dell'omicidio del Generale Duphot per mano di un soldato pontificio il 28 dicembre 1797, costrinsero tutta la popolazione del luogo a portare, al posto del crocifisso, una laica coccarda tricolore, sia per sradicare la religione e la tradizione locale che per creare con la forza una nuova società secolarizzata. Oltre a ciò, a scatenare il moto furono: l'aumento delle tasse, la sostituzione di tutti i simboli cristiani dalla città con quelli giacobini e addirittura l'abolizione del calendario gregoriano, rimpiazzato da quello rivoluzionario francese.
Quando alcune guardie civiche andarono a chiedere agli abitanti di rimuovere una croce da loro posta sulle coccarde per distinguersi dai giudei, tra l'altro considerati forti sostenitori della repubblica, ebbe inizio una rivolta che già si sentiva nell'aria: una folla di popolani trasteverini e monticiani insorse e le guardie civiche furono gettate nel fiume. La sommossa viene sedata dalle armate francesi.